# Liste der Naturdenkmäler in Kefenrod
Die Liste der Naturdenkmäler in Kefenrod nennt die auf dem Gebiet der Gemeinde Kefenrod, im Wetteraukreis (Hessen), gelegenen Naturdenkmäler. Sie sind nach dem Hessischen Gesetz über Naturschutz und Landschaftspflege (Hessisches Naturschutzgesetz – HAGBNatSchG) § 12 geschützt und bei der unteren Naturschutzbehörde des Wetteraukreises eingetragen. Die Liste entspricht dem Stand vom 1. Januar 2014.
| Bild                          | Bezeichnung            | Ortsteil, Lage                                                                                                | Beschreibung                                                                                            | Art        | Nr.     |
| ----------------------------- | ---------------------- | --- | --- | ---------- | ------- |
| BW                            | 2 Linden               | Bindsachsen, Flur 12, Flurstück 62 50° 20′ 58,2″ N, 9° 9′ 38,9″ O                                             | Linden auf dem Zimmerplatz südwestlich von Bindsachsen an der L3193. Schutzgrund: alt, ortsbildprägend. | Linden     | 440.052 |
| BW                            | „Die wilden Häuser“    | Bindsachsen, Flur 18, Flurstück 1/1 (VO), Flur 18, Flurstück 1/2 (tatsächlich) 50° 20′ 29,9″ N, 9° 7′ 36,7″ O | Basalt-Staukuppe bestehend aus mehreren Felsen unter Buchenwald. Schutzgrund: landschaftsprägend.       | Geotop     | 440.053 |
| Fotos hochladen               | Stieleiche             | Bindsachsen, Flur 4, Flurstück 29 (VO), Flur 3, Flurstück 29 (tatsächlich) 50° 21′ 41″ N, 9° 10′ 32,1″ O      | Stieleiche auf einer Wiese. Schutzgrund: Schönheit, landschaftsprägend.                                 | Stieleiche | 440.171 |
| BW                            | Linde                  | Kefenrod, Flur 5, Flurstück 3 50° 21′ 44,9″ N, 9° 13′ 9,2″ O                                                  | Alte Linde in einem Fichtenbestand im Waldgebiet „Die Birke“. Schutzgrund: alt, sehr mächtig.           | Linde      | 440.054 |
| mehr Fotos \| Fotos hochladen | Linde auf dem Friedhof | Helfersdorf, Flur 3, Flurstück 33 50° 20′ 16″ N, 9° 15′ 28,4″ O                                               | Linde auf dem Friedhof im Süden des Ortes. Schutzgrund: Alter.                                          | Linde      | 440.309 |

Die „Friedenslinde“ vor der Gaststätte Zur Linde in Bindsachsen (Nr. 440.051) musste notgefällt werden und wurde aus der Liste gelöscht.